# Santa Coloma de Tornafort
Santa Coloma de Tornafort és l'església del poble de Tornafort, pertanyent al terme municipal de Soriguera, a la comarca del Pallars Sobirà. Formava part del seu terme primigeni.
Està situada en el mateix nucli de Tornafort, en el centre de la població. En depenia l'ermita de Santa Maria de Tornafort, actualment en ruïnes.
De nau única, són destacables les arcades que comuniquen la nau amb les capelles laterals. Per damunt de les arcades discorre una tribuna que enllaça amb el cor dels peus de la nau.